# Табакокурение

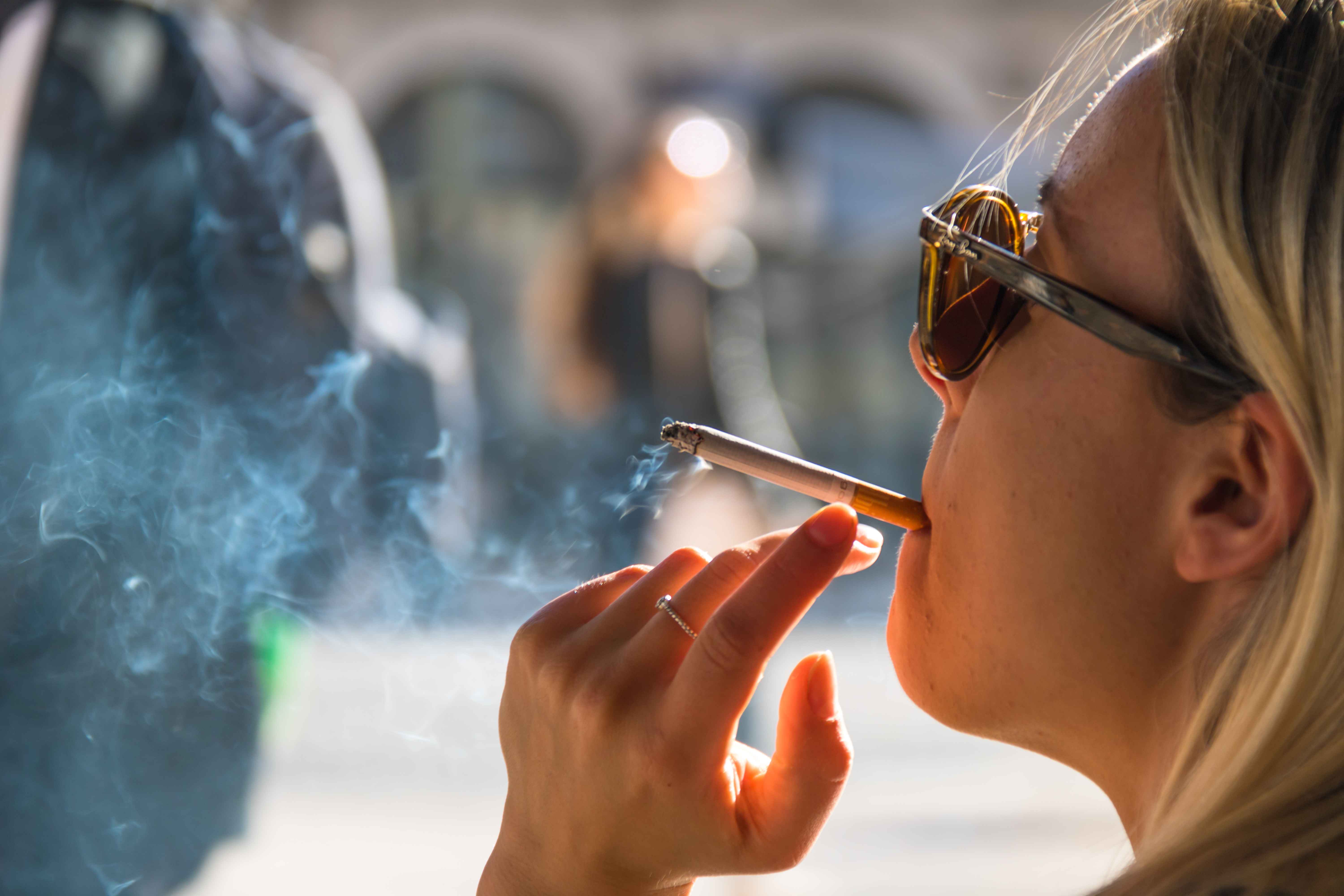
Женщина, курящая сигарету

Табакокуре́ние — пиролитическая ингаляция (вдыхание дыма) от тлеющего табака, в основном в виде курения папирос, сигарет, сигар, сигарилл, курительных трубок или кальяна.
Табак был завезён в Европу из Америки в конце XV века европейскими колонистами. Практика табакокурения встретила критику с момента её первого импорта в Европе, но постепенно распространилась и стала широко распространённой после введения автоматизированного сигаретопрокатного производства.
Всемирная организация здравоохранения (ВОЗ) констатирует, что курение табака убивает до половины людей, которые его употребляют. «Табачная эпидемия является одной из самых значительных угроз для здоровья населения, когда-либо возникавших в мире».
Согласно данным ВОЗ, около одной трети взрослого мужского населения мира курит табак. Табакокурение было привезено в Испанию Колумбом после открытия Америки и затем распространилось в Европу и остальной мир через торговлю.
Табачный дым содержит психоактивное вещество — алкалоид никотин, который является аддиктивным стимулятором, а также вызывает слабую эйфорию.
Медицинские исследования указывают на явную связь табакокурения с такими заболеваниями, как рак и эмфизема лёгких, заболеваний сердечно-сосудистой системы, а также других проблем со здоровьем. По данным ВОЗ, за весь XX век табакокурение явилось причиной преждевременной смерти 100 миллионов человек по всему миру и в XXI веке их число возрастёт до миллиарда.
Кроме собственно курения табака с термическим его разрушением и возгонкой части веществ, вредное действие на организм оказывается и при суррогатной его замене курением электронных сигарет и систем нагревания табака (типа IQOS).

## История табакокурения
Примерно 4000 лет до н. э. индейцы начали использовать табак: жевать, курить и даже вводить его с помощью клизм (эта традиция сохранилась до сих пор у индейцев племени агуаруна, обитающих в Перу). Фрагмент керамики, датируемый между 1000 и 600 годами до н. э., на котором изображены майя, курящие сигары, обнаружен в городе майя Уаксатун — Гватемала.

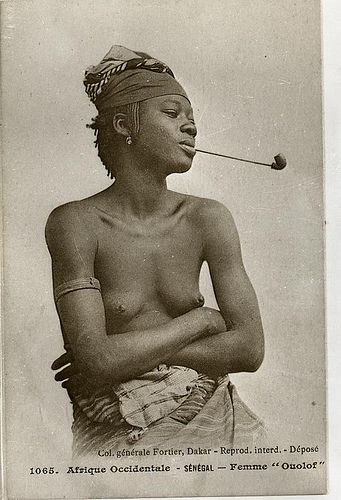
Женщина с курительной трубкой

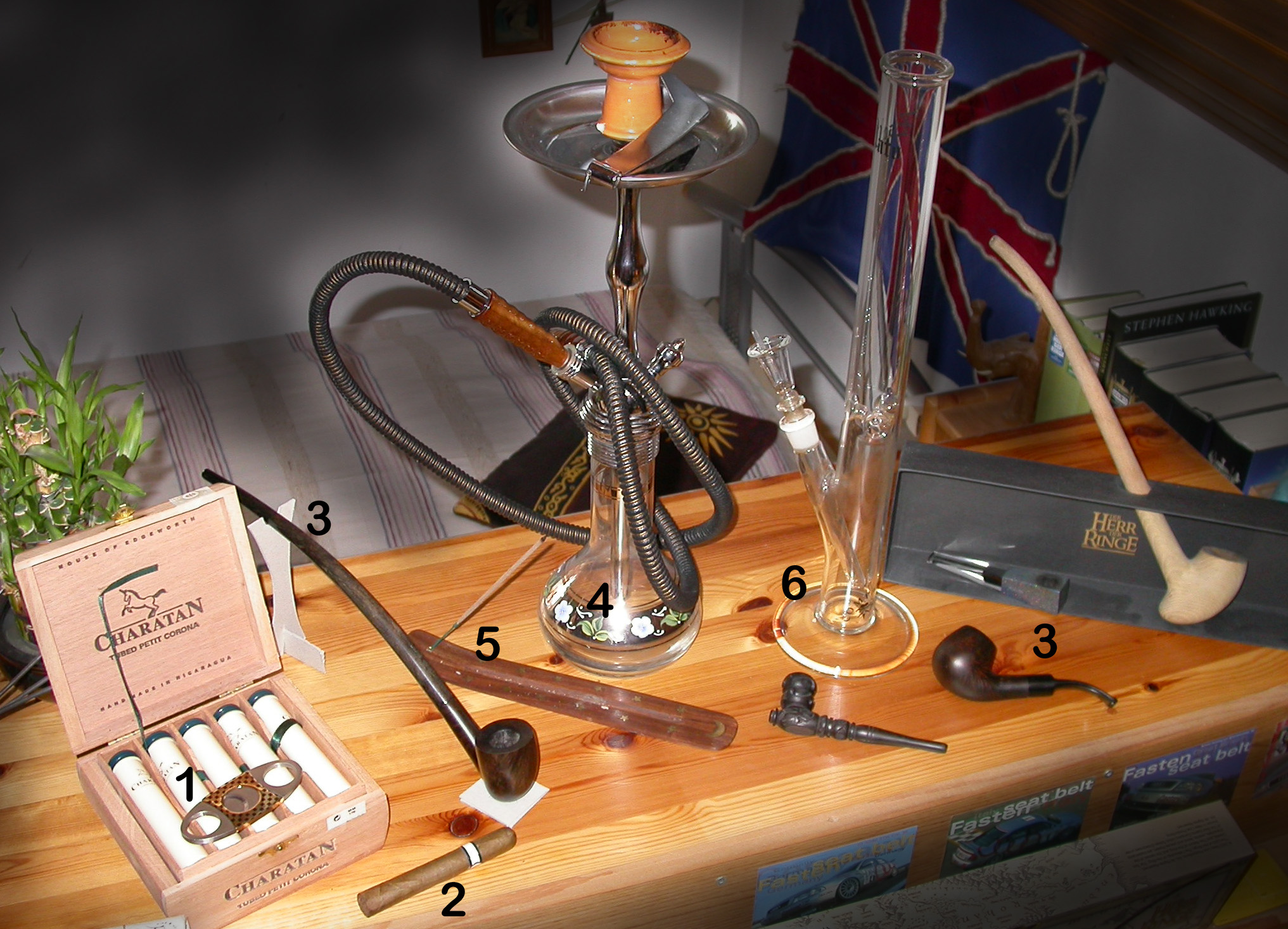
1 — портсигар и гильотина для обрезки сигар; 2 — сигара; 3 — трубки; 4 — кальян; 5 — курительная палочка; 6 — бонг

1492 год — табак впервые увидели европейцы. Индейцы подарили Колумбу связку сушёных листьев табака. Колумб не понял их предназначения и выбросил их за борт. Благодаря Колумбу на карте мира появилось первое «табачное» название — остров Тобаго (этим словом индейцы называли курительные трубки).
1501 год — первая жертва антитабачной кампании: член экспедиции Колумба, испанец Родриго де Херес, приговорён инквизицией к тюремному заключению за курение. Испанцы, увидев, как он выпускает дым изо рта, решили, что моряком овладел дьявол.
1531 год — европейцы начали культивировать табак: первая табачная плантация заложена испанцами на острове Санто-Доминго.
1556 год — Андре Теве привёз семена табака из Бразилии во Францию и вырастил их в окрестностях Ангулема.
1560 год — Жан Нико де Вильемен начал пропагандировать табак в высшем свете. Он утверждал, что табак — это лекарственное средство. Считалось, что табак помогает при коликах, нефрите, истерии, дизентерии, зубной и головной боли, раке и ряде других недугов.
В 1587 году в Нидерландах опубликована книга под названием «Растительная панацея» («De herbe panacea»). В дальнейшем медики Европы стали выписывать табак больным в качестве лекарства.
1620 год — в Севилье построена первая в мире фабрика по переработке табака. Начало эры сигарет. Европейские бедняки собирали окурки сигар, измельчали их и закатывали в тонкую бумажку для перепродажи.
1624 год — папа Урбан VIII пригрозил любителям нюхательного табака отлучением от церкви.
1640-е годы — в королевстве Бутан впервые запрещено курение в государственных зданиях.
1670 год — шведский медик Элиас Тилландс в своей докторской диссертации писал о вреде табакокурения для здоровья людей, больных атрофией.
1761 год — английский доктор Джон Хилл (John Hill) опубликовал первую работу о негативном влиянии табака на человека. Он доказывал, что неограниченное использование нюхательного табака способствует заболеванию раком носа.
1828 год — германские химики Людвиг Рейманн и Вильгельм Поссельт выделили никотин.
1860 год — начато промышленное производство сигарет.
1913 год — рождение современных сигарет. Американская компания RJ Reynolds выпустила сигареты Camel.

### Табачная промышленность
Основные производители сигарет — США и Китай. Наибольшее количество табакозависимых потребителей живёт в Китае, Йемене, Камбодже, Джибути.

### Распространение и постепенный запрет курения

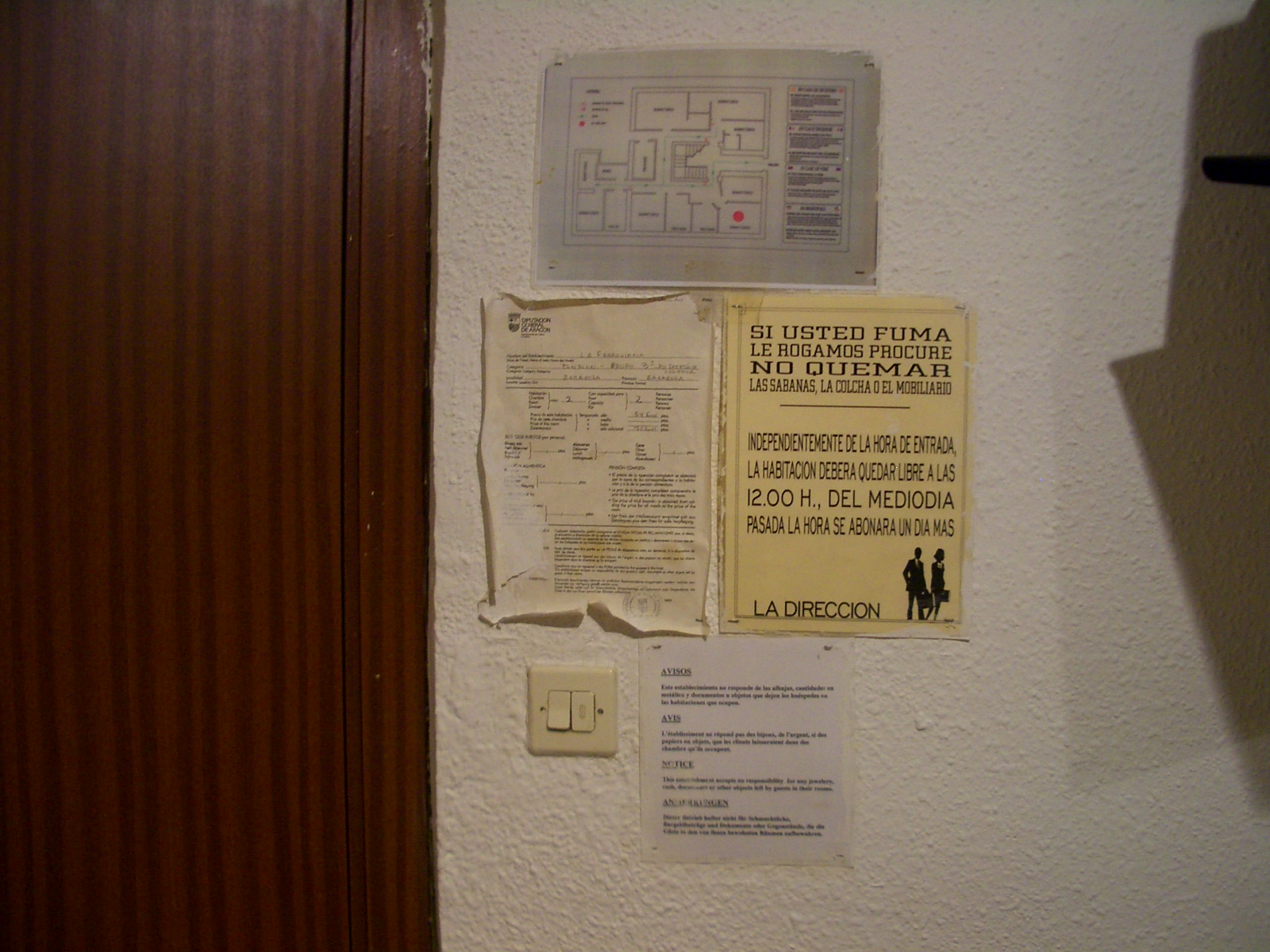
Несколько отставая от времени, владельцы этой недорогой гостиницы в Сарагосе (Испания) не воспрещают курение, а лишь просят курильщиков не жечь простыни, подушки и мебель

XVII век. Есть документы, свидетельствующие о том, что источником табака и культуры его потребления для Москвы было Крымское ханство (по сообщению Адама Олеария, побывавшего в Московском государстве, процесс курения русские передавали глаголом «пить», который, видимо, являлся калькой тюркского içmek). В 1684 г., например, в Москве разбиралось дело «по памяти из большия казны о крепком запрещении живущим на крымском дворе татарам торговать табаком».
1613 г. Джон Рольф, муж индейской принцессы Покахонтас, отправляет первый корабль, гружёный вирджинским табаком, в Англию.
1836 г. на Кубе существовало 306 сигарных фабрик, производивших 4 млн 887 тыс. сигар в год. А общее количество работающих скрутчиков превышало 2000 человек.
1840 г. Куба производила уже 141 млн 638 тыс. сигар в год.
1921 г. Сигареты запрещены в 14 штатах США. Девушек выгоняют из колледжа за курение.
1963 г. Табакоторговля по всему миру приносит 8,08 миллиардов долларов, из которых 3,3 млрд уходит на уплату различных налогов.
1968 г. Американцы выкуривают 544 миллиарда сигарет в год.
В период с 1970 по 1995 год потребление сигарет из расчёта на душу населения в малоразвитых странах увеличилось на 67 %, в то время как в развитых странах за тот же период — сократилось на 10 %. Восемьдесят процентов курильщиков живут сейчас в малоразвитых странах.
В странах Западной Европы и Америки наблюдается резкая тенденция ограничения курения. Так, курение запрещено в общественных местах, пабах, кафе, ресторанах. За нарушение налагаются большие штрафы.

## Распространённость табакокурения в мире

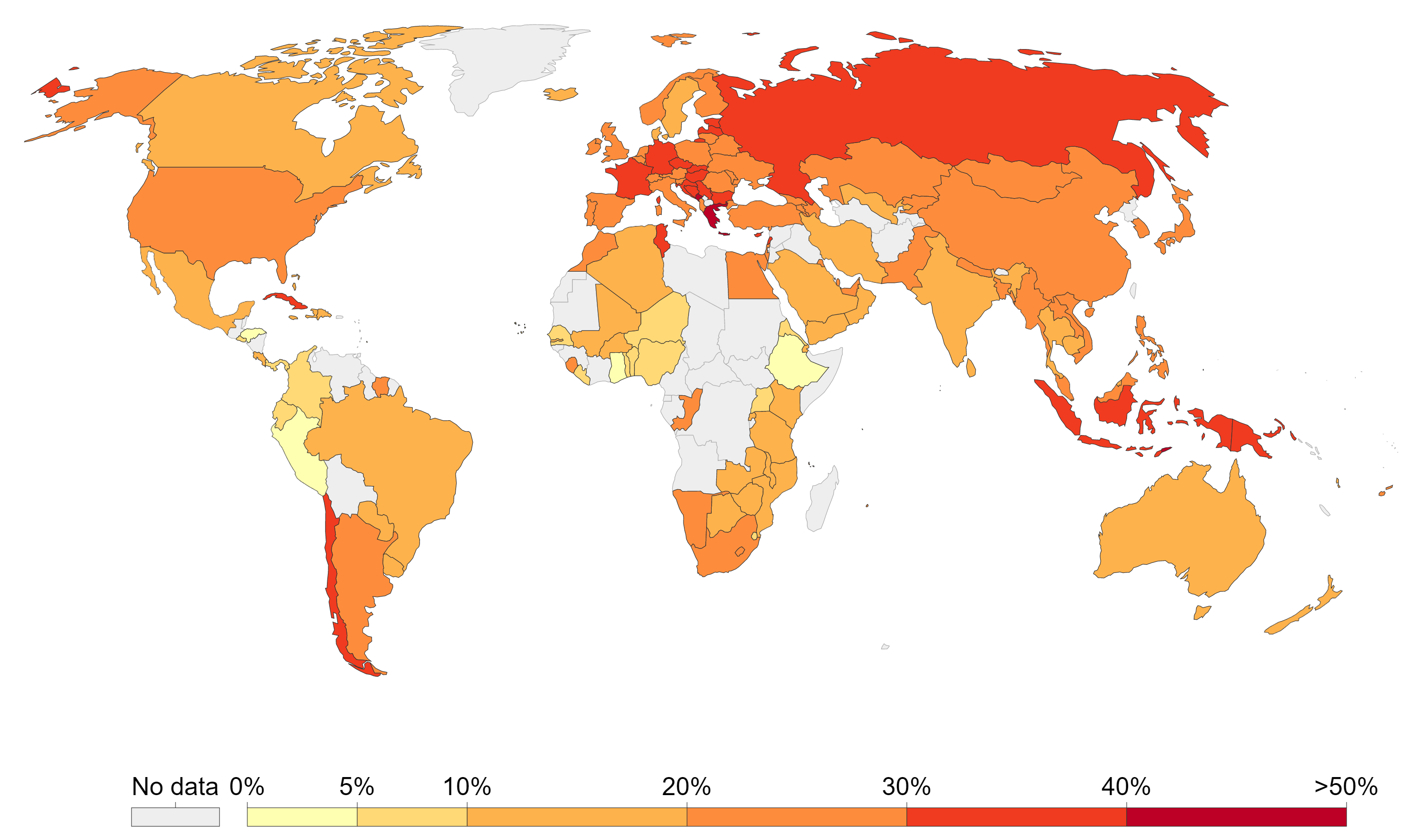
Карта сравнения распространённости ежедневного курения среди людей старше 15 лет, 2020 год

По числу сигарет, выкуриваемых за год в среднем на душу населения, лидирует Андорра (почти 6400 сигарет на человека в год), в пятёрку также входят Люксембург, Белоруссия, Северная Македония и Албания. По данным за 2016 год пятёрку крупнейших рынков табака в мире составляют Китай, Индонезия, Россия, США и Япония. По состоянию на 2017 год лидерами по экспорту сигарет и обработанного табака за 2017 год были: Нидерланды (14 % рынка, порядка 874 млн долл. США) и Германия (13 % рынка 829 млн долл. США); по импорту — Япония (15 % рынка, порядка 932 млн долл. США).

## Никотиновая зависимость

Радарный график для оценки вреда наркотиков, 2012 год

У курильщиков развивается никотиновая зависимость, которая осложняет отказ от вредной привычки. Большинство табакозависимых хочет бросить или пытается это сделать, но сталкивается с так называемым «синдромом отмены». У них развивается тяга к никотину, тревожность, раздражительность, депрессия, а также увеличивается вес. Но большинство курильщиков хочет отказаться от вредной привычки: на 2010 год около 70 % курильщиков США заявляли о таком желании, а 50 % пытались сделать это годом ранее. Министерство здравоохранения США приравнивает никотин к опиоидам по способности вызывать привыкание.
Согласно различным исследованиям, наиболее частый возраст развития никотиновой зависимости — до 18 лет. У примерно 80—90 % курильщиков зависимость развивается в юношеские годы. Но средний показатель значительно варьируется как между странами, так и по регионам. Например, по опросам начала XXI века население России чаще всего приобщалось к табаку до одиннадцати лет, тогда как Департамент общественного здравоохранения штата Иллинойс называет 13 лет наиболее частым возрастом для приобщения к вредной привычке. Около 75 % молодых людей пробуют курить сигареты, но обычно только 20—25 % из них становятся зависимыми ежедневными курильщиками в зрелом возрасте. Факторами риска к приобщению и сохранению вредной привычки являются влияние сверстников и родителей, поведенческие проблемы, личностные характеристики (мятежность, склонность к риску, депрессия и тревожность), а также генетическая предрасположенность.
Первые попытки отказаться курильщики начинают предпринимать в молодом возрасте: наиболее частый возраст отказа от курения 20-40 лет. При этом женщины чаще, чем мужчины, предпринимают попытки бросить. Решение в большинстве случаев связано с ухудшением здоровья, а также рождением ребёнка. Однако мужчинам дольше удаётся отказываться от вредной привычки: до 4 лет рецидивов удаётся избежать одинаковому числу мужчин и женщин, после 5 — чаще мужчинам. Люди с любым высшим образованием чаще, чем менее образованные граждане, пытаются бросить курить, им чаще удаётся не курить в течение одного или нескольких лет.
Кроме того, степень зависимости связана со скоростью метаболизма: никотин метаболизируется в котинин в основном ферментом печени CYP2A6. И у людей со сниженной активностью фермента реже возникает желание восполнить уровень никотина в крови. В среднем женщины метаболизируют никотин быстрее, что объясняет их повышенную восприимчивость к алкалоиду и трудности с отказом. Людям с тёмной пигментацией кожи отказ от курения даётся сложнее, так как содержащие меланин ткани дольше выводят никотин.
Обычно курильщикам не удаётся бросить с первого раза: 70 % бывших курильщиков сделали 1—2 попытки, 22 % делали 3—5 попыток, 9 % — более 6-ти. Большинство пытающихся бросить курить делает это без посторонней помощи, хотя по статистике только 3—6 % таких попыток являются успешными в долгосрочной перспективе. Курильщики, которые используют никотинзаместительную терапию (НЗТ), удваивают свои шансы на успех. При этом наиболее эффективной комбинацией средств является сочетание никотинового пластыря с продуктом короткого действия (жевательной резинкой, ингалятором, назальным спреем) в течение более чем 12 недель. Поскольку ни один продукт НЗТ не всасывается через лёгкие, алкалоид не попадает в кровь так быстро, как при курении, что помогает избежать зависимости. Например, никотин в жевательной резинке, леденцах и пероральных ингаляторах всасывается через ротоглотку, достигая максимального уровня в крови за 20—30 минут. Также специалисты отмечают значимость когнитивно-поведенческой терапии и информирование населения.
Особую сложность отказ от курения вызывает у людей с психологическими расстройствами, поэтому они относятся к группе повышенного риска развития табачной зависимости. Курильщики среди них встречаются в среднем в 2—3 раза чаще, чем в общей популяции. Особенно проблема актуальна для больных шизофренией, среди которых число курящих в среднем в 5 раз больше (в 2 — в сравнении с другими психически больными). Предположительно, это связано с генетической предрасположенностью, но также со способностью никотина облегчать некоторые симптомы психологических расстройств и с повышенным стрессом при попытках бросить. Число рецидивов в течение первого года после отказа от курения в этой подгруппе также выше (70—83 % против 41—58 % в общей популяции).
Отказ от курения значительно снижает риск смерти от болезней, связанных с курением, таких как ишемическая болезнь сердца, хроническая обструктивная болезнь лёгких и рак лёгких. У бросивших курить 15 и более лет назад, актуальные риски заболеваемости приравниваются к уровню людей, которые никогда не курили. Мужчины, бросившие курить в возрасте от 35 до 39 лет, продлевают свою жизнь в среднем на 5 лет; женщины — на 3 года. Мужчины и женщины, бросившие курить в возрасте от 65 до 69 лет, увеличивают ожидаемую продолжительность жизни на один год.

## Состав табачного дыма
| Наименование                  | Содержание в стандартизированной сигарете 3R4F (2008 год разработки) | Содержание в стандартизированной сигарете 2R4F (2003 год разработки) |
| ----------------------------- | -------------------------------------------------------------------- | -------------------------------------------------------------------- |
| 1,3-Бутадиен (мкг)            | 89,2                                                                 | 36,7                                                                 |
| 4-Аминобифенил (нг)           | 3,21                                                                 | 1,24                                                                 |
| Ацетальдегид (мкг)            | 1602                                                                 | 670                                                                  |
| Ацетамид (мкг)                | 13                                                                   | 4,72                                                                 |
| Акролеин (мкг)                | 158                                                                  | 61                                                                   |
| Акрилонитрил (мкг)            | 21,2                                                                 | 15,1                                                                 |
| Бензантрацен (нг)             | 28,4                                                                 | 10,8                                                                 |
| Бензол (мкг)                  | 0,452                                                                | 0,58                                                                 |
| Бензпирен (нг)                | 77,3                                                                 | 53,7                                                                 |
| Монооксид углерода (мг)       | 29,4                                                                 | 14,3                                                                 |
| Катехол (мкг)                 | 84,1                                                                 | 45,9                                                                 |
| Формальдегид (мкг)            | 79,4                                                                 | 18,6                                                                 |
| Изопрен (мкг)                 | 891                                                                  | 386                                                                  |
| Свинец (нг)                   | 31,2                                                                 | 12                                                                   |
| Никотин (мкг)                 | 1,74                                                                 | 0,934                                                                |
| Оксиды азота (мкг)            | 538                                                                  | 298                                                                  |
| N-нитрозонорникотин           | 244,7                                                                | 150                                                                  |
| Никотиновый кетон нитрозамина | 271                                                                  | 166                                                                  |
| о-толуидин (нг)               | 96,2                                                                 | 56,6                                                                 |
| Фенол (мкг)                   | 15,6                                                                 | 8,27                                                                 |
| Пропиональдегид (мкг)         | 109                                                                  | 54,7                                                                 |
| Стирол (мкг)                  | 13,9                                                                 | 5,85                                                                 |
| Толуол (мкг)                  | 129                                                                  | 80,4                                                                 |
| Смолы (мг)                    | 25                                                                   | 10,3                                                                 |
| Общее число тв. частиц (мг)   | 41,4                                                                 | 12,6                                                                 |

По разным оценкам, в состав табачного дыма входят от 4000 до более 7000 химических веществ. Помимо никотина, он включает 69 доказанных канцерогенных и 250 цитотоксических компонентов. Среди них: аммиак, амины (включая ароматические) и летучие канцерогенные N-нитрозамины, бензопирены, бензол, формальдегид, синильная кислота и другие.
Твёрдые частички табачного дыма без учёта никотина называются «смолой». Она содержит металлы, поверхностно-активные вещества, диоксины и некоторые нелетучие нитрозамины. Их соотношение варьируется в зависимости от табачного сырья: большая часть химических элементов содержится в листьях табака, но значительная доля поступает из удобрений, загрязнений окружающей среды. Например, использование удобрений с высоким содержанием нитратов и тяжёлых металлов значительно повышает уровни нитрозаминов, кадмия, никеля, хрома, бериллия, мышьяка, 2-нафтиламина и 4-аминобифенила. Для анализа дыма конкретных сигарет проводят лабораторные испытания с использованием улавливающих машин. На основе результатов производители заявляют количество содержащейся в дыме смолы. Но такие тесты не всегда показывают реальные значения, так как машинная имитация отличается от реального курения. Курильщики могут затягиваться глубже и дольше. В результате разница между сигаретами, позиционируемыми как «обычные» и «лёгкие», в реальности незначительна. В некоторых случаях сигареты, которые производители называли «лёгкими», производят даже большее количество никотина, кадмия, бензопирена, бензола и CO2. Поэтому во многих странах производителям запрещено использовать вводящие в заблуждение описания («лёгкие» или «мягкие»), формирующие у потребителя ложное представление о характеристиках продукта.
Ограничение содержания смол и никотина в составе табачного дыма — одна из мер по борьбе с курением предусмотренная Рамочной конвенцией ВОЗ. Документ также разрешает региональным властям устанавливать дополнительные требования к составу сигарет. Однако производители нередко скрывают их точный состав, избегая ограничений. Например, в 2005 году российское общественное движение по защите прав потребителей «Общественный контроль» обвинило региональное подразделение Philip Morris в сокрытии состава продукта. Обнаружилось, что табачная компания использовала подсластители для улучшения вкусовых характеристик продукта и повышения всасываемости никотина в кровь, а также удешевления производства.
Во время горения табака и курения происходит ряд сложных химических процессов как между компонентами табачного дыма, так и в организме вдыхающего его курильщика:
- Вызывающий привыкание алкалоид никотин является стимулятором и известен как наиболее характерный компонент табака. Согласно опросам Министерства здравоохранения США, его способность вызывать привыкание сравнима с опиоидами, а даже лёгкая передозировка вызывает тошноту, рвоту, повышенную тревожность. Попадая в организм, никотин приводит к увеличению частоты сердечных сокращений и артериального давления. Взаимодействие никотина с распространённым в дыме бензапиреном в значительной степени связано с канцерогенезом[42][53][44]. Никотин может способствовать образованию специфичных для табака нитрозаминов, которые являются мощными канцерогенами. Соответственно, алкалоид увеличивает канцерогенность табачной смолы, выступая коканцерогеном[23][53].
- В высокой концентрации в сигаретном дыме содержится CO, токсичность которого связана с возможностью образовывать устойчивый химический комплекс с гемоглобином — карбоксигемоглобин. Его высокая концентрация в организме связана с болью при стенокардии и может привести к ишемии и уменьшению притока крови к сердцу[46][44].
- В организм курильщика с дымом попадает как минимум 10 из 36 установленных Международным агентством по изучению рака (МАИР) канцерогенов, которые могут спровоцировать развитие злокачественной опухоли. Как сказал в 1961 году директор по исследованиям Philip Morris Гельмут Уэйкхэм, канцерогены были обнаружены «практически в каждом классе соединений сигаретного дыма»[54]. Соответственно, МАИР и Агентство по охране окружающей среды США признают дым табачных изделий одним из наиболее опасных для человека загрязнителей воздуха[46]. Так, одним из наиболее опасных компонентов табачного дыма является диметилнитрозамин, канцерогенному действию которого не может противостоять ни один вид животных[42][53][44].
- При курении аминосодержащие алкалоиды, химически связанные с никотином, подвергаются реакциям нитрозирования. Например, в табачном дыме содержатся: никотиновый кетон нитрозамина[англ.], N-нитрозонорникотин[англ.] (NNN), N-нитрозоанабазин (NAB), N-нитрозоанабатин (NAT), N-нитрозодиметиламин (NDMA), N-нитрозодиэтиламин (NDEA), N-нитрозоэтилметиламин, N-нитрозодиэтаноламин, N-нитрозопирролидин (NP) и N-нитрозодиэтаноламин. Количество характерных для табака нитрозаминов в сигаретах сильно различается в разных странах. Большинство изученных нитрозаминов вызывают аддукты ДНК и мутации. Из них NNK и NNN обладают наибольшим мутагенным потенциалом: они связаны с опухолями у грызунов, и классифицируются МАИР как вероятные канцерогены для человека. Предположительно, именно с ними связана повышенная частота развития аденокарциномных опухолей у курильщиков, по сравнению с некурящими больными[46].

Табачный дым содержит радиоактивные изотопы полоний-210, радий-226 и свинец-210. Эти вещества попадают на поверхность и внутрь табачных листьев из удобрений с высоким содержанием фосфатов, которые используют фермеры. Табак, выращиваемый в развивающихся странах, содержит примерно на одну треть меньше радиоактивных частиц, чем табак из развитых. Даже промышленная обработка не удаляет эти элементы и курильщики годами подвергаются негативному воздействию радиоактивных компонентов, которые скапливаются в бронхиолах. Производители сигарет стараются скрыть от потребителей наличие радионуклидов в дыме, например, не афишируя результаты собственных исследований. Тем не менее уже в 1968 году внутренние документы Philip Morris подтвердили, что радиационная активность используемого в её продукции сигаретного табака составляет около 0,33—0,36 пКи на 1 г.

## Влияние курения на здоровье

### Смертность

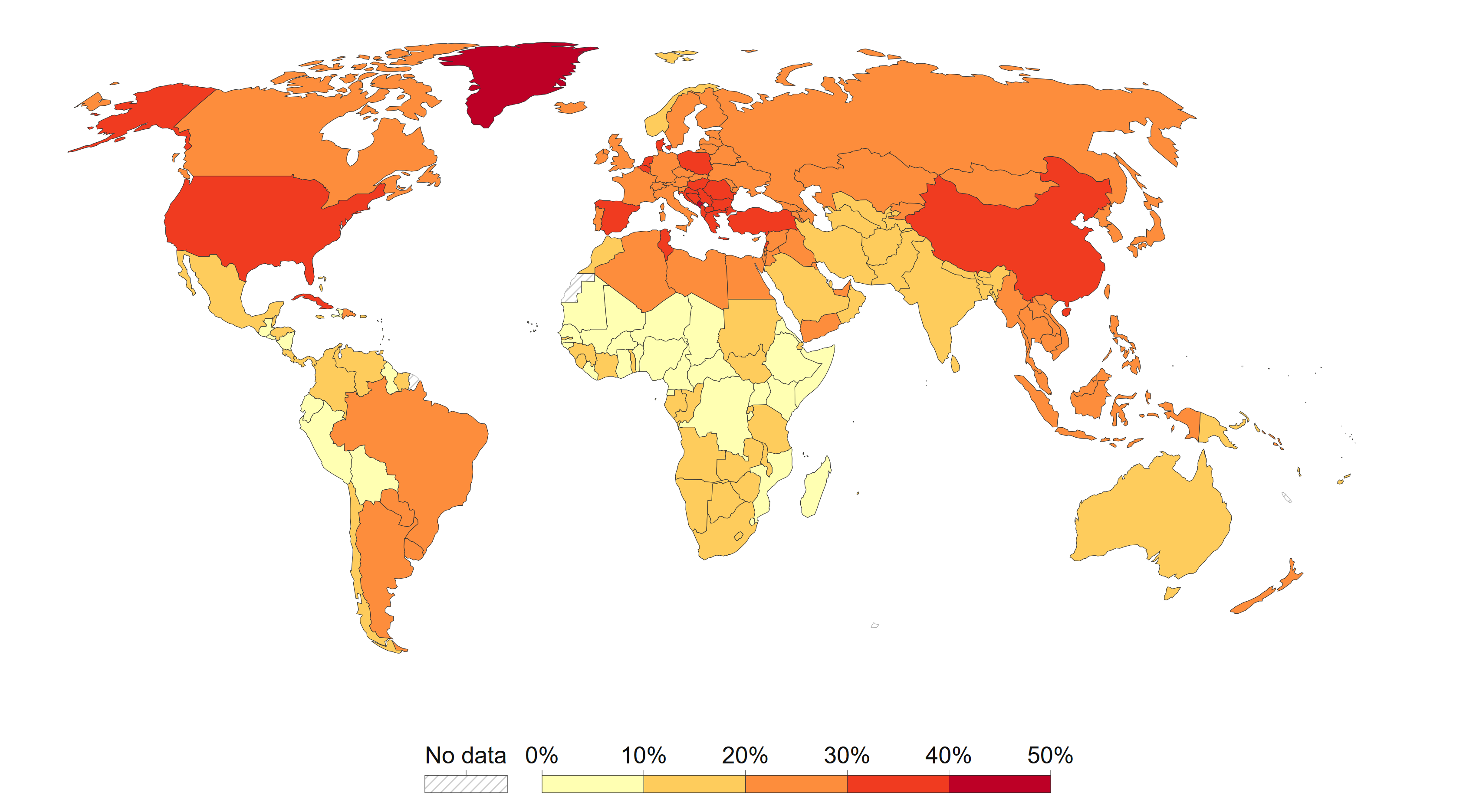
Карта сравнения количества смертей, связанных с курением табака в разных странах мира, 2020 год

Табакокурение опасно в любых формах и является одной из основных причин преждевременной смертности в мире. Уже в 1938 году учёные установили, что только 45 % курильщиков доживают до 60 лет. В 1950-х годах врачи подтвердили, что курение вдвое увеличивает уровень смертности в среднем и пожилом возрастах. Число доказательств негативного влияния табака на здоровье росло во второй половине XX века. Было установлено, что табакокурение влечёт смерть в три раза большего числа мужчин младше 70 лет, чем наркотики, убийства, самоубийства, СПИД, дорожно-транспортные происшествия и алкоголь, вместе взятые. Вероятность того, что курильщик преждевременно умрёт от осложнений, связанных с курением, составляет примерно 50 %.
Табачный дым негативно влияет на здоровье как самих курильщиков, так и окружающих. По меньшей мере двадцати тканям, органам и системам организма вредят содержащиеся в дыме канцерогены и цитотоксины. Их вредному воздействию подвергаются по меньшей мере 20 тканей, органов и систем, включая лёгкие, сердце, мозг, толстую кишку, мочевой пузырь и грудь. Токсины табачного дыма могут спровоцировать развитие четырёх основных групп неинфекционных заболеваний: диабета, сердечно-сосудистых, онкологических и респираторных отклонений. Например, курильщики имеют в 8—10 раз больше шансов умереть от рака лёгких, чем те, кто не курит.
Если в 2003 году Всемирная организация здравоохранения сообщала о примерно 5 млн смертей, вызванных воздействием табачного дыма, то к 2019-му — уже о более 8 млн или 18 % от всех случаев преждевременной смертности в мире. Из них около 1,2 млн были вызваны пассивным курением. Предположительно, к 2025 году связанная с потреблением табака смертность достигнет 10 млн.

### Лёгкие

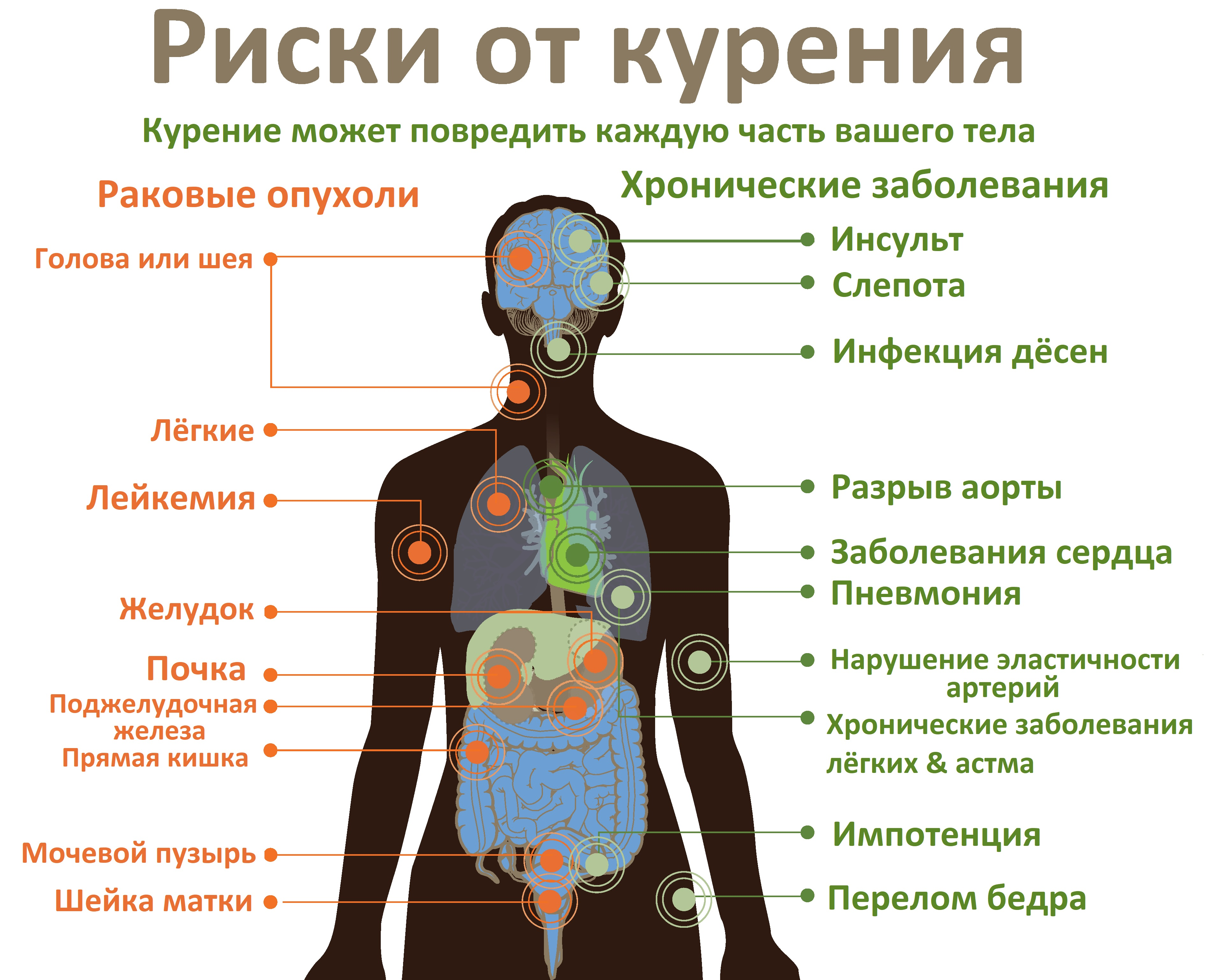
Некоторые последствия курения табака, 2019 год

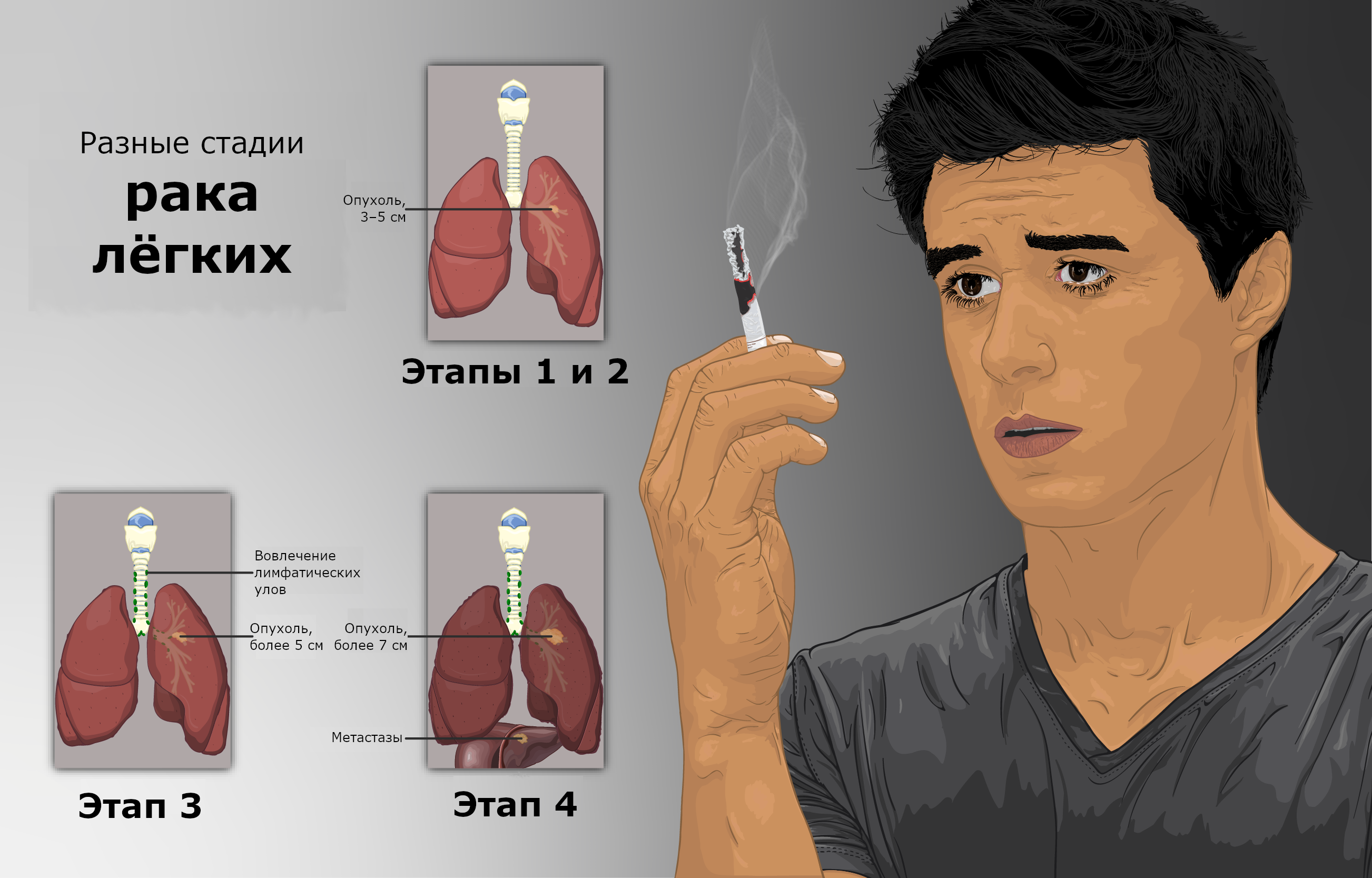
Изображение курящего человека и стадий рака лёгких, 2019 год

Вместе с табачным дымом в организм попадают никотин, монооксид углерода, цианидиум, акролеин, синильная кислота, акролеин, аммиак, двуокись азота, формальдегид и другие вещества, которые препятствуют фильтрации и самоочищению лёгких. Даже у недавно начавших курить людей лёгкие работают хуже, чем у некурящих, из-за нарушения работы ресничек мерцательного эпителия, потери эластичности альвеол, скопления слизи и токсичных веществ.
Курение сигарет — основной фактор развития рака лёгких, который связан с наибольшим количеством смертей среди онкологических заболеваний. Табачный дым опасен из-за воздействия канцерогенов на клетки организма, что связано с образованием аддукта ДНК и накоплением постоянных соматических мутаций в критических генах. У курильщиков всех возрастов до 40 раз чаще развиваются злокачественные опухоли в тканях лёгких, чем у людей, не употребляющих табак. Наиболее высокие риски у заядлых интенсивных курильщиков, но даже отказавшиеся от вредной привычки относятся к группе повышенного риска. Ежегодно в мире регистрируют более миллиона новых случаев этого онкологического заболевания: из них курильщиками являются, по некоторым оценкам, до 95 % мужчин и до 80 % женщин. Для мужчин-курильщиков старше 60 лет риск умереть от рака лёгких равен шансу умереть от заболеваний сердца.
У курильщиков как сигар, так и сигарет или трубок с низким содержанием смол, наблюдается одинаковая предрасположенность к развитию рака лёгких. Аэрозоль электронных сигарет также содержит связанные с заболеванием вещества, хотя его воздействие на организм человека изучено недостаточно.
Курильщики относятся к группе риска развития эмфиземы, респираторного бронхиолита, разных видов пневмонии, гистиоцитоза Х, альвеолита. Например, 90 % случаев одного из самых серьёзных неинфекционных заболеваний — хронической обструктивной болезни лёгких — связано с активным и пассивным табакокурением. Люди со вредной привычкой в 12—13 раз чаще умирают от этого заболевания, чем некурящие.
Табачный дым повышает раздражительность тканей дыхательных путей к различным загрязнителям. Вредная привычка сопряжена с повышенным риском развития астмы как в детском, так и во взрослом возрасте, а также с ухудшением течения болезни. Так, канадские эксперты отмечают, что курящие женщины имеют на 70 % более высокий уровень распространённости астмы по сравнению с некурящими. Около 40 % детей-астматиков во всём мире живут или сталкиваются с задымлённой средой регулярно, хотя отказ от вредной привычки их родителей ослабляет симптоматику в 90 % случаев.
Курение негативно влияет на иммунную систему человека, поэтому вредная привычка связана с большей предрасположенностью к ряду инфекционных заболеваний (от простуды и гриппа до туберкулёза, инвазивного пневмококкового заболевания, пневмоторакса, а также лёгочного кровотечения). Например, курильщики в 2—4 раза чаще болеют инвазивным пневмококковым заболеванием, которое связано с высокой смертностью. Также у заядлых курильщиков, выкуривающих до 20 сигарет ежедневно, в 2—4 раза выше шанс развития туберкулёза. Существуют данные, что курение увеличивает заболеваемость и тяжесть COVID-19.
Ароматизированные табачные продукты так же вредны, как и обычные. Производители используют добавки для удешевления производства, усиления вкуса и сокращения неприятных ощущений курильщиков. Вкусовые ароматизаторы усиливают табачную зависимость, делая курение более приятным, и негативно влияют на организм в целом. Например, какао и глицирризин способствует расширению дыхательных путей и всасываемости никотина. Установлено, что ацетальдегид и фурфурол связаны с развитием опухолей в дыхательных путях у животных, глицерин — с развитием рака мочевого пузыря. Ментол как табачная добавка запрещён во многих развитых странах. Это связано с тем, что он скрывает неприятный запах, повышая привлекательность курения. В результате курильщики легко приобщаются к вредной привычке и сложнее от неё отказываются. Ментол действует как анестетик, подавляя естественные защитные реакции организма на никотиновое раздражение. Курильщики могут дольше вдыхать и удерживать в лёгких такой дым, а значит, подвергаются бо́льшему воздействию токсичных веществ.

### Сердечно-сосудистая система

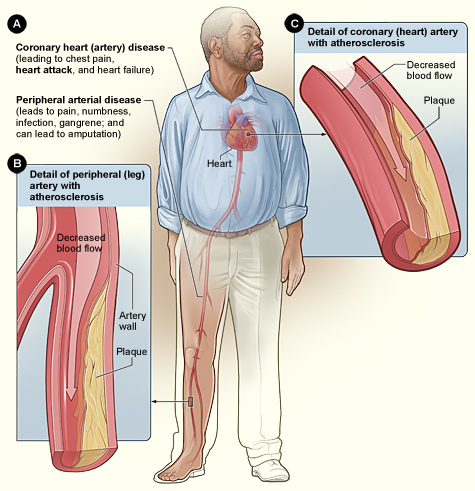
Влияние курения на артерии в сердце (рис. А и С) и ногах (рис. B), 2012 год

Большая часть смертей среди курильщиков сопряжена с сердечно-сосудистыми заболеваниями. Только в России в 2019-м они были связанными с 58 % из 266 тысяч смертей, ассоциированных с курением. В первые десять минут курения уровень кровяного давления увеличивается до 30 %, возрастает уровень фибриногена и тромбоцитов. У курильщиков повышен холестерин и ослаблены кровеносные сосуды, у них наблюдается низкое соотношение липопротеинов высокой плотности к липопротеинам низкой плотности (известных как «хороший» и «плохой» холестерины). Кроме того, токсины, содержащиеся в дыме, повышают окислительный стресс и нарушают процесс деления клеток и работы тканей, что может привести к изменению формы сердца, болезни Бюргера и гангрене.
Негативное воздействие табачного дыма делает курение основным фактором риска ишемической болезни сердца, инсульта и других сердечно-сосудистых заболеваний. Так, курильщики подвержены инсульту в 2—6 раз больше, чем некурящие, риск внутримозгового кровоизлияния и субарахноидального кровоизлияния выше в 2—4 раза у мужчин и женщин, выкуривающих более 15 сигарет в день. Токсины табачного дыма снижают функциональность клеток крови с развитием вероятной гипоксии, что увеличивает риск атеросклероза и заболеваний периферических артерий.

### Пищеварительная система
Рак пищевода, пептическая язва желудка, рак желудка, рак поджелудочной железы.
Курение тормозит продукцию слюны, которая является главной буферной жидкостью организма, противостоящей кислоте желудочного сока. Курение также может стимулировать секрецию соляной кислоты париетальными клетками желудка и расслабление мышц нижнего пищеводного сфинктера, способствуя таким образом возникновению гастроэзофагеальных рефлюксов и гастроэзофагеальной рефлюксной болезни. Курение является фактором, способствующим возникновению гастрита. Курение увеличивает вероятность развития функциональной диспепсии в 2 раза.

### Кости
У женщин-курильщиц в менопаузе значительно снижается плотность костной ткани и значительно чаще развивается остеопороз по сравнению с некурящими.

### Другие виды рака
Курение также увеличивает вероятность и других видов злокачественных опухолей. В их число входят злокачественные опухоли полости рта, пищевода, гортани, поджелудочной железы, желудка, толстой кишки, почки, мочевого пузыря, печени, простаты.

### Репродуктивная функция
Курение является фактором риска развития осложнений при беременности. Также является причиной импотенции у мужчин.

### Зубы и ротовая полость
Помимо ухудшения цвета зубов, курение может провоцировать развитие таких заболеваний, как гингивит и периодонтит, в тяжёлых случаях способствуя потере зубов. По данным исследований, при использовании систем нагревания табака наблюдается снижение негативного эффекта на эмаль зубов по сравнению с сигаретами. Отмечается, что при сопоставимом содержании никотина в сигаретах и средствах нагревания табака, именно присутствие табачного дыма при горении табака вызывает потемнение зубной эмали.

### Лицо курильщика
Термин «лицо курильщика» впервые появляется в научном журнале в 1985 году. Дело в том, что у 48 % курящих и 8 % куривших в прошлом кожа имеет бледно-серый цвет, у них более выражены морщины, причём у некурящих таких изменений не замечено: причина в том, что у курильщиков эластин (белок, отвечающий за эластичность и восстановление тканей) становится более плотным и фрагментированным. Кроме того, у курящих такое осложнение при подтяжке, как отслоение кожи, встречается в 4 раза чаще, чем у некурящих, а риск отторжения кожи после пластических операций — в 12,5 раз выше.

### Генетика
Курение вызывает долгосрочные изменения в генах, в том числе связанных с формированием раковых опухолей и болезнями сердечно-сосудистой системы.
Согласно исследованиям учёных Бристольского университета, у внучек женщин, куривших во время беременности, риск развития аутизма выше на 53 %.
В результате эксперимента на мышах установлена связь между «курением» у самцов и снижением количества дофаминовых рецепторов у их потомства.

### Содержание в табаке радиоактивных частиц
В сентябре 2008 года в American Journal of Public Health (недоступная ссылка) была опубликована статья «Waking a Sleeping Giant: The Tobacco Industry’s Response to the Polonium-210 Issue» (PDF-версия), в которой говорится, что в промышленном табаке содержится радиоактивный полоний-210. Утверждается, что вкус табака зависит от содержания азота. Чтобы уменьшить содержание азота, применяются промышленные удобрения с высоким содержанием фосфатов, изготовленные из апатитов. В апатитах в составе химических соединений содержатся радиоактивные нуклиды: радий-226, свинец-210 и полоний-210. Чем больше удобрений используется, тем выше концентрация радиоактивных частиц. Они накапливаются в поверхностных слоях табачных листьев и затем при курении переходят в табачный дым.
Табак, выращиваемый в развивающихся странах, содержит примерно на одну треть меньше радиоактивных частиц, чем табак, выращиваемый в развитых странах (в частности, в США). Это объясняется тем, что американские производители сигарет используют большее количество фосфорных удобрений для придания табаку особого вкуса.
По оценкам компании Philip Morris, сделанным в 1968 году, радиационная активность используемого в её продукции сигаретного табака составляла около 0,33-0,36 пКи на 1 г. Также на официальном сайте компании можно было найти доклад «SMOKING AND HEALTH» (1979), в котором также подтверждается факт содержания в табачном дыме радиоактивных нуклидов: полония-210, радия-226, свинца-210 и калия-40.
Были опробованы некоторые методы уменьшения радиоактивности сигарет:
- промывка табачных листьев с целью удалить радиоактивные частицы с их поверхности;
- отбор для производства сигарет табака с низкой радиоактивностью;
- использование сигаретных фильтров;
- снижение радиоактивности табачных листьев с помощью генной инженерии.

При всём этом надо учитывать дозы радиации и естественный радиационный фон.

### Вред пассивного курения
По некоторым оценкам, курение увеличивает вероятность рака лёгких и молочной железы у окружающих, также повышая для них риск возникновения астмы, сердечных заболеваний, выкидышей (у беременных), СВДС и других проблем со здоровьем у детей и взрослых. В исследовании, проведённом в 2005 году, утверждается, что во Франции от пассивного курения преждевременно умирает порядка 3000 человек в год.

### Вред экономике страны
Замминистра здравоохранения и социального развития РФ Юрий Воронин: «С курением табака связана потеря 15 лет жизни». По оценкам экспертов, на лечение заболеваний, приобретённых в результате курения, национальные экономики тратят до 1 % ВВП.

### Статистика смертельных исходов
По данным ВОЗ, в мире в среднем каждые шесть секунд умирает один человек от заболеваний, связанных с курением табака, а ежегодно по этой причине умирают пять миллионов человек. «Если тенденции нарастания распространённости курения не будут снижаться, то, по прогнозам к 2020 году, ежегодно будут преждевременно умирать 10 млн человек, а к 2030 году курение табака станет одним из самых сильных факторов, приводящих к преждевременной смерти».
По данным первого замглавы комитета Госдумы РФ по охране здоровья, академика РАМН Николая Герасименко. «От причин, связанных с курением, в России каждый год умирает до полумиллиона человек».
Пассивное курение увеличивает статистику смертности от табакокурения.
Глава Минсоцздравразвития РФ Татьяна Голикова в мае 2009 года заявила, что более 17 % смертей в России связано с табакокурением.

### Разное
К негативным последствиям курения относятся жёлтые зубы, неприятный запах изо рта, неприятный запах от волос.
Помимо запаха изо рта и волос, пот взрослых мужчин-курильщиков имеет выраженный неприятный запах, который исчезает через некоторое время после отказа от курения. Это связывают, в основном, с изменением бактериальной микрофлоры, которое обусловлено сосудосуживающим эффектом, который ухудшая циркуляцию крови, способствует ухудшению микрофлоры.
Курение — частая причина пожаров.
Табакокурение считается грехом в некоторых религиях.
Если в табачном дыму достаточно долго находится электронное устройство (например, компьютер), его внутренние части покрываются липким жёлто-коричневым осадком. Этот осадок приклеивает пыль. Части, покрытые склеенной пылью, плохо выделяют тепло, что приводит к последующему перегреву и отказу компонентов. Дальнейшее воздействие может привести и к отказу механических частей (например, вентиляторов). Также компания — производитель устройств (например, Apple) может отказать в гарантийном обслуживании на этом основании.

## Положительные эффекты на здоровье
Несмотря на огромный объём накопленных данных о вреде курения, существуют и научные работы, говорящие об обратном. Язвенный колит наблюдается у некурящих людей в два раза чаще, чем у курящих. Этот феномен обусловлен действием никотина на слизистую кишечника. В связи с этим никотиновые пластыри рассматриваются как потенциальный метод лечения лёгких и умеренных форм неспецифического язвенного колита. Никотин табачного дыма обладает противовоспалительными свойствами. Есть данные, что никотин, в связи со своим действием на баланс медиаторов ацетилхолина и дофамина в ЦНС, снижает вероятность болезней Паркинсона и Альцгеймера, однако, есть и научные работы с диаметрально противоположными выводами. Одно из исследований, основанное на экспериментальных данных, показало, что курение улучшает внимание и кратковременную память и сокращает время реакции. Есть данные, что курение снижает риск развития рака эндометрия (в связи с доказанным антиэстрогенным действием никотина).

## Борьба с курением

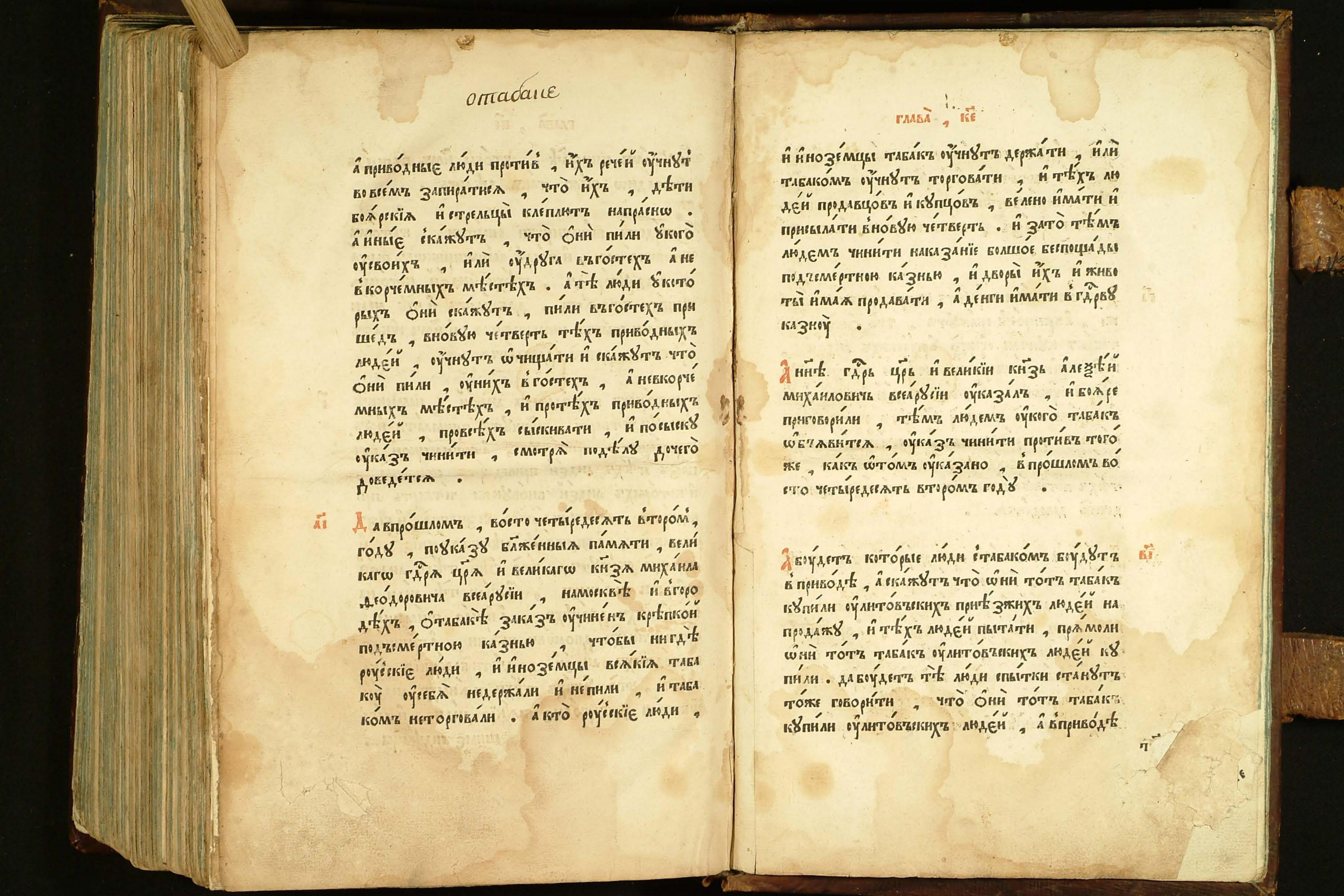
Соборное уложение 1649 года. Глава XXV. Указ о корчмах. Статья 11. Запрет табака

### История
В допетровской России табак в народе получил название «дьявольское зелье». Царь Михаил Романов в 1634 году издал указ, согласно которому торговля табаком каралась смертной казнью, курение же табака наказывалось вырыванием ноздрей. Как сообщает Адам Олеарий — великий князь Михаил Романов издал этот указ по предложению патриарха (Иосафа), в нём он наряду с частными корчмами для продажи водки и пива, совершенно запретил и торговлю табаком и употребление его. «Преступники наказываются весьма сильно, а именно — расщеплением носа (вырыванием ноздрей) и биением кнутом. Следы подобного рода наказания мы видели и на мужчинах и на женщинах».
В 1649 году при царе Алексее указ о запрете табака 1634 года был подтверждён Земским собором в Соборном уложении.
В 1663 году швейцарец Гвидо Миеж, бывший в это время в Москве в посольстве Говарда Карлайла, писал: «В настоящее время табак употребляют свободно, так как за этим мало следят и вовсе не штрафуют за его продажу».
В. А. Гиляровский в книге «Москва и москвичи» в главе «На трубе» писал:
…Ехали бояре с папиросками в зубах.
Местная полиция на улице была…
Такова была подпись под карикатурой в журнале «Искра» в начале шестидесятых годов прошлого столетия.
Изображена тройка посередине улицы. В санях четыре щёголя папиросы раскуривают, а два городовых лошадей останавливают.
Эта карикатура сатирического журнала была ответом на запрещение курить на улицах, виновных отправляли в полицию, «несмотря на чин и звание», как было напечатано в приказе обер-полицмейстера, опубликованном в газетах.

Немало этот приказ вызвал уличных скандалов, и немало от него произошло пожаров: курильщики в испуге бросали папиросы куда попало.
В новое время первое систематическое исследование влияния табака на здоровье было проведено в Третьем рейхе. Там же была впервые развёрнута государственная программа борьбы с курением.

### Законодательная база
Основанием для борьбы с курением является нарушение неотъемлемых прав некурящих людей на обладание наивысшим достижимым уровнем здоровья. Данное право признаётся Конституцией России (статьи 1.7.2, 2.41, 2.42, 2.55.3), статьёй 12 Международного пакта об экономических, социальных и культурных правах ООН, Конвенцией по правам ребёнка ООН, преамбулой Устава Всемирной организации здравоохранения.

### Государственное регулирование

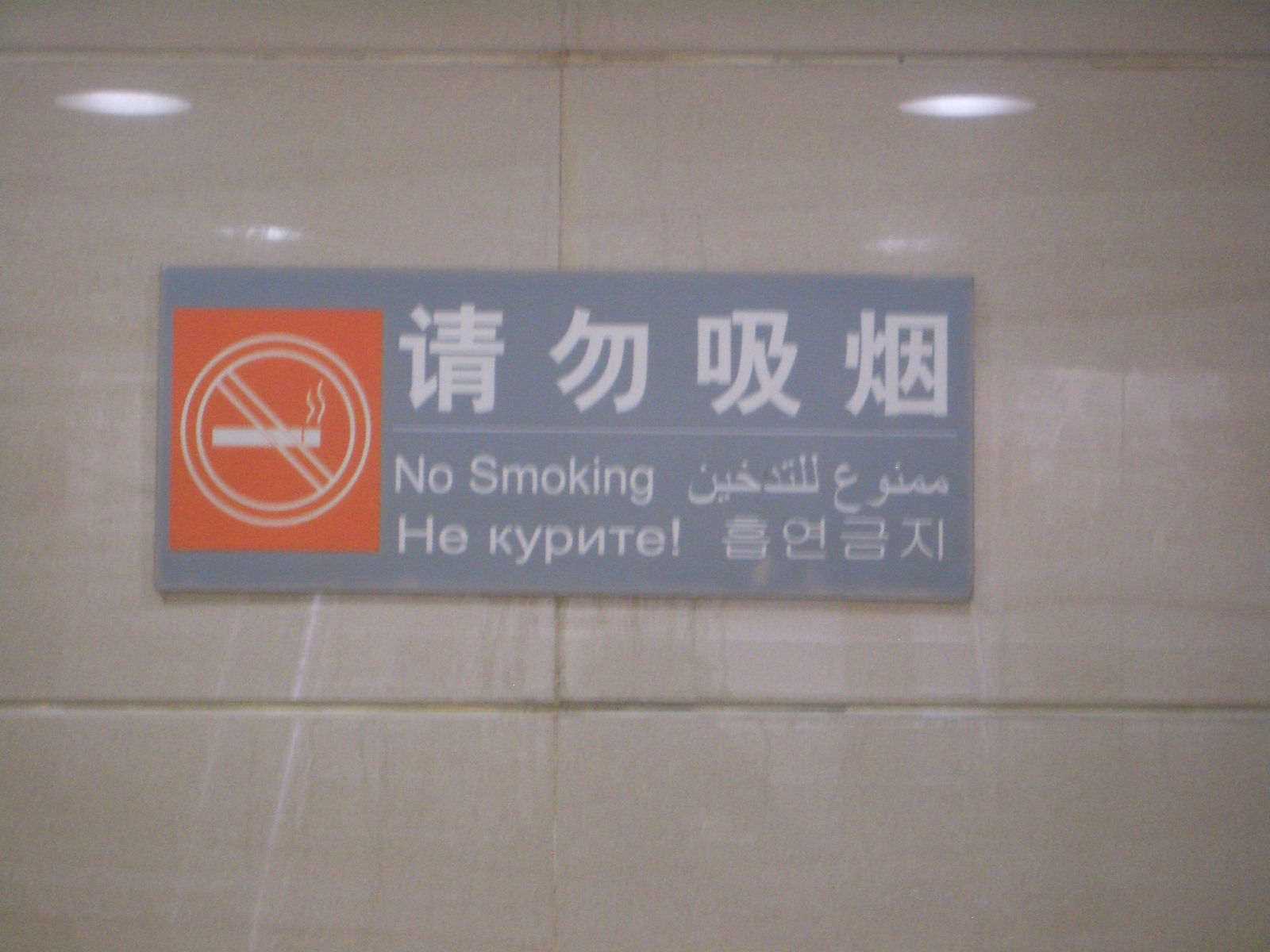
Знак «Не курить» в торговом центре в Гуанчжоу

21 мая 2003 года Всемирная организация здравоохранения приняла документ под названием «Рамочная Конвенция ВОЗ по борьбе против табака». С тех пор её подписали 168 и уже ратифицировали 151 государство. Конвенция не является документом прямого действия, но лишь определяет стратегию госрегулирования табачной отрасли.
С тех пор во многих странах курение в общественных местах было запрещено законом. В ноябре 2004 года Бутан стал первой страной, в которой запрещена продажа табака и табачных изделий, а ввоз табачных изделий для личных нужд облагается 100%-й пошлиной.
Британские парламентарии проголосовали в феврале 2006 года за полное запрещение курения в пабах и клубах. Закон полностью вступил в силу в середине 2007 года. Аналогичное решение о запрете курения во всех общественных местах, включая рабочие места, пабы, рестораны и клубы, было принято и во многих странах Евросоюза (в том числе в Ирландии, Германии, Франции). Практически на всех европейских авиалиниях курение запрещено в течение всего полёта.
В России после принятия в 1995 году Федерального закона «О рекламе» введены серьёзные ограничения на рекламу табачных изделий как в средствах массовой информации, так и на наружную рекламу. Например, согласно статье 16 Закона, в рекламе табачных изделий не должны использоваться образы физических лиц в возрасте до 35 лет, что нарушается во многих городах России. В 2001 году принят Федеральный закон «Об ограничении курения табака».
9 декабря 2005 года Госдума РФ приняла в первом чтении законопроект, который предусматривает наказание за табакокурение вне специально отведённых для этого мест.
По мнению председателя Госдумы Бориса Грызлова, в России необходимо резкое повышение стоимости табачных изделий для конечного потребителя и ограничение их продажи: «Стоимость сигарет в России недопустимо мала. Сигареты для ребёнка не менее доступны, чем мороженое, при этом сигареты продаются на каждом углу, а мороженое ещё надо поискать».
В Англии предлагается снизить налог на добавленную стоимость на все продукты, помогающие отказаться от курения.
11 апреля 2008 года Госдума РФ приняла закон «О присоединении РФ к Рамочной конвенции ВОЗ по борьбе против табака». Согласно новому закону, Россия введёт жёсткие ограничения всех видов рекламы табака, вплоть до её полного запрета. Запрет на рекламу будет вводиться постепенно, в течение 5 лет. Будет усилена борьба с курением среди несовершеннолетних, а предупреждающая о вреде курения надпись на сигаретных пачках «должна будет занимать не менее 30 процентов площади большей стороны пачки».
С 1 мая 2008 года в Китае, где насчитывается 350 млн курильщиков, был введён запрет на табакокурение в общественных местах. Ещё в 1996 году было запрещено употребление табачных изделий в школах, на спортивных аренах и в кинотеатрах КНР. Согласно новым правилам, под запрет также попадают все рестораны, бары, Интернет-кафе, гостиницы, места массового отдыха и территории медицинских учреждений.
С 1 июня 2013 года в России вступил в силу Федеральный закон от 23 февраля 2013 года № 15-ФЗ «Об охране здоровья граждан от воздействия окружающего табачного дыма и последствий потребления табака».
В феврале 2014 года заместитель председателя комитета Совета Федерации по социальной политике Игорь Чернышёв предложил ужесточить антитабачное законодательство в России, в том числе расширить список мест для полного запрета курения и увеличить антитабачные зоны до 50 метров у детских площадок и 15 метров у входов в общественные здания.
С 15 ноября 2017 года ужесточились требования к оформлению упаковки табачных изделий. Согласно новому техническому регламенту Таможенного союза, изображения различных болезней, вызываемых табакокурением, должны занимать 50 % от всей площади упаковки и размещаться по обеим сторонам. Также предусмотрена отдельная надпись, поясняющая покупателю, какое именно заболевание изображено. Введён запрет на размещение на упаковках фраз и изображений, связанных с пищевыми продуктами и лекарственными растениями. Исключение составляет ментол, его содержание допустимо указать в текстовом описании. По новым требованиям запрещено разделять сигареты на лёгкие, сверхлёгкие, экстра, крепкие, так как это создаёт впечатление, что некоторые табачные изделия наносят меньший вред здоровью человека. Под запрет также попали вкладыши, которые помещаются внутрь упаковки. Обязательное требование — указание содержания системных ядов, надпись должна помещаться на боковой части упаковки, быть контрастной с цветом пачки табачного изделия и занимать не менее 17 % от всей площади боковой стороны.

### Борьба с курением в вузах
Во всех российских вузах полностью запретили курение в помещениях вуза (в коридорах, кабинетах, аудиториях, туалетах), разрешив курение лишь в некоторых, специально оборудованных для этого местах. 

### Участие табачных компаний
Производители табака часто принимают участие в финансировании и проведении программ, направленных, по их словам, на предотвращение курения среди детей и подростков, позиционируя табак как продукт для взрослых. По мнению антитабачных организаций, такие программы в лучшем случае бесполезны, а в худшем — являются скрытой пропагандой курения. Так, уже само представление сигарет как товара для взрослых может побуждать подростков, стремящихся быстрее повзрослеть, к курению. В данные программы включаются лишь мероприятия, неэффективные для борьбы с подростковым курением, но позволяющие создать видимость такой борьбы (образовательные программы, обучение школьников «сознательному выбору некурения», программы для продавцов табака и т. п.).
Эти программы позволяют табачным компаниям улучшать свой имидж, проводить маркетинг своей продукции среди подростков и срывать действительно эффективные мероприятия против курения (например, полный запрет курения в школе и на прилегающей территории как для детей, так и для взрослых или полный запрет рекламы табачных изделий).

### Позитивные изменения при отказе от курения
- через 2 часа никотин начинает удаляться из организма и в этот момент чувствуются первые симптомы синдрома отмены
- через 12 часов окись углерода от курения выйдет из организма полностью, лёгкие начнут функционировать лучше, пройдёт чувство нехватки воздуха
- через 2 дня вкусовая чувствительность и обоняние станут более острыми
- через 7-9 недель тонкие обонятельные каналы окончательно очистятся от смолы и копоти, и острота запахов приобретёт неожиданно «яркое звучание»
- через 12 недель (3 месяца) функционирование системы кровообращения улучшается, что позволяет легче ходить и бегать
- через 3-9 месяцев кашель, одышка и проблемы с дыханием становятся значительно менее выраженными, функция лёгких увеличивается на 10 %
- через 5 лет риск инфаркта миокарда станет в 2 раза меньше, чем у курящих[151]

Имеются данные о заметном улучшении памяти у людей, бросивших курить.
Для избавления от никотиновой зависимости применяют такие лекарства, как варениклин и бупропион.

## Системы нагревания табака
При курении сигареты происходит горение, в процессе которого образуется более 6000 химических соединений и веществ, многие из которых являются опасными для здоровья человека и могут вызывать заболевания, связанные с курением. В целях снижения воздействия вредных химических веществ, содержащихся в табачном дыме, компаниями — производителями табачных изделий (сигарет) разрабатываются системы нагревания табака без горения (heated tobacco product или heat-not-burn tobacco product). По данным клинических исследований одного из таких продуктов, проводившихся в Японии, воздействие на организм курильщика токсичных веществ, образующихся в подобных системах, ниже, чем при курении обычных сигарет.
Первым продуктом, работающий по принципу нагрева без горения, был выпущенный в 1988 году R.J. Reynolds Premier. Продукт не получил коммерческого успеха и в 1989 году был снят с производства, спустя несколько месяцев после того, как FDA причислил его к списку наркотических средств. Затем, в 1998 компания Philip Morris International (PMI) запустила на рынок устройство Accord, а позднее, в 2007 году Heatbar — практически идентичные устройства по нагреванию табака, но оба были сняты с производства из-за низкой популярности среди курильщиков.
В 2014 году PMI запускает новую систему нагревания табака — IQOS. Позже, в 2017 году на российском рынке появляется ещё одна система нагревания табака — Glo от компании British American Tobacco. В системе IQOS используются одноразовые стики из натурального обработанного и спрессованного табака с добавлением воды, глицерина, гуаровой камеди и целлюлозных волокон. Устройство состоит из зарядного устройства и держателя. Табачный стик вставляется в электронный держатель, внутри которого установлено керамическое лезвие, которое затем нагревает его до определённой температуры. Происходит нагрев табака до температуры, не превышающей 350 °C и поддерживает её на этом уровне в течение всего сеанса.
Выделяемый при использовании устройства аэрозоль преимущественно состоит из водяного пара, глицерина и никотина, а также содержит химические соединения, аналогичные встречающимся в сигаретном дыме, но, в более низких концентрациях. Как показали исследования, проведённые компанией-изготовителем, а также ряд независимых исследований, их концентрация в среднем на 90—95 % ниже, чем в дыме стандартной лабораторной сигареты 3R4F. Анализы на концентрацию маркеров вредных веществ (бензол, акролеин, моноксид углерода и др.) показали, что у тех, кто полностью перешёл на использование IQOS и отказался от курения сигарет, воздействие вредных веществ табачного дыма на организм снизилось практически так же, как у тех, кто бросил курить. Исследования, проведённые в Казанском федеральном университете, также показали, что содержание карбоксигемоглобина в крови и метаболитов вредных веществ в моче в группе СНТ схожи с показателями испытуемых, отказавшихся от курения на время исследования
Система нагревания табака относится к группе продуктов с потенциально пониженным риском, так как сигналов о возможных новых или повышенных рисках, связанных с использованием этих систем по сравнению с обычными сигаретами, не выявлено. Данные, что такие способы потребления табака являются полностью безопасными, отсутствуют. Однако содержание вредных веществ и их влияние на биохимические процессы в организме человека, объективно ниже, чем при обычном курении.

## Психология табакокурения
Кроме того, курение может являться своеобразным способом невербального общения. По мнению многих психологов, именно это обстоятельство в большинстве случаев становится причиной, по которой человек начинает курить.
Современные исследования группы американских исследователей показали, что курение является социально-заразным феноменом. В результате этого исследования было выяснено, что курильщику легче удаётся отказаться от курения, если бросил курить кто-то из его ближайших друзей или родственников. Самое сильное воздействие на отказ от курения, как показали эти исследования, оказывал отказ от курения ближайшего родственника курильщика, однако даже не связанные напрямую люди оказывали воздействие друг на друга: идея отказа от курения на положительном примере передавалась даже через друзей.

## Отношение к табакокурению в различных религиях
- У старообрядцев на употребление табака наложено строгое табу.
- Мормоны проповедуют полный отказ от алкоголя, курения, кофе и чая, наркотиков.
- Пятидесятники также исповедуют полный отказ от алкоголя, курения, наркотиков.
- Среди Свидетелей Иеговы категорически запрещено курение, жевание насвая и бетеля, употребление любых наркотических средств (кроме случаев, связанных с медицинской необходимостью). Они считают неприемлемыми производство и торговлю наркотиками, включая табачные изделия.
- Кришнаизм запрещает приём одурманивающих и возбуждающих средств, в том числе кофе, чая, табака, алкоголя и наркотиков.
- В исламе строго запрещено употребление наркотических веществ. По мнению некоторых мусульманских учёных, табак является наркотиком.
- В религиях доколумбовой Америки, напротив, курение табака считалось священным действием.